# 新いばらき
新いばらき（しんいばらき）は、新いばらきタイムス社が茨城県水戸市南町で編集・発行していた県域地方新聞。1952年4月創刊。

## 概要
1952年（昭和27年）4月に旬刊誌として創刊。1953年（昭和28年）に週刊誌、1954年（昭和29年）3日刊、1956年（昭和31年）に日刊紙となる。朝刊紙であった。1970年頃には140人の社員を抱え、林十江や水戸空襲など、郷土に関する連載や書籍の出版も多く行った。
発行部数は公称62,000部であったが、県内に地元新聞が3紙（他に茨城新聞、常陽新聞）あって全国紙の攻勢と平成不況も重なり、売り上げの落ち込みと広告収入減により経営難になった。主取引銀行であった常陽銀行の支援も得られなくなり、2003年（平成15年）4月18日（通算16674号）で廃刊し、その後新いばらきタイムス社も自己破産した。